# Métolazone
La métolazone, est un médicament de type diurétique thiazidique utilisé dans le traitement de l'hypertension artérielle. Il est vendue entre autres sous la marque Zaroxolyn.

## Usage médical
C'est un médicament utilisé pour traiter la rétention d'eau et l'hypertension artérielle. Elle peut être utilisé pour la rétention d'eau en cas d'insuffisance cardiaque ou de maladie rénale. Elle est prise par voie orale. Une augmentation du débit urinaire peut survenir en une heure.

## Effets secondaires
Les effets secondaires courants comprennent une faible teneur sanguine en potassium, en sodium, la goutte, une glycémie élevée et des ballonnements abdominaux; d'autres effets secondaires incluent un taux élevé de calcium, des problèmes rénaux, des réactions allergiques et une hypotension artérielle en position debout. Il peut être utilisé pendant la grossesse. C'est un diurétique de type thiazidique. Il agit en augmentant la perte de sodium et d’eau dans l’urine.

## Histoire
La métolazone a été brevetée en 1966 et approuvée pour un usage médical en 1974. Aux États-Unis, 100 comprimés de 5 mg coûtent environ 80 dollars américains en 2021. Au Canada, ce montant coûte environ 40 dollars canadiens.